# Fény a sötétben
A Fény a sötétben a Helo Zep! zenekar első stúdióalbuma, mely az EGDE Records gondozásában jelent meg 2017-ben. A lemezhez 2016 novemberében készült egy videóklip az Éjszaka című dalra.

## Az album dalai
Az összes dalszöveg szerzője Zsolti Rotten; az összes szám szerzője Helo Zep!.
| 1.    | Fény a sötétben        | 6:13 |
| 2.    | Gyújts lángot          | 4:35 |
| 3.    | Álomtalanítás          | 5:13 |
| 4.    | Szörnyek az ágyad alól | 4:10 |
| 5.    | Az ördög, akit ismersz | 4:37 |
| 6.    | Nem hiszek             | 4:18 |
| 7.    | Adj hitet              | 4:55 |
| 8.    | Éjszaka                | 3:28 |
| 9.    | Élet ez?               | 4:19 |
| 10.   | Macskakő               | 3:10 |
| 11.   | Kezdeni elölről        | 4:51 |
| 49:49 |                        |      |

## Közreműködők

### Helo Zep!
- Zsolti Rotten - ének, basszusgitár
- Szűcs Dávid Szücsi - gitár
- Nagy Miklós - dob

### Közreműködők
- Vidák Róbert - szólógitár
- Nagy Sándor - csorda vokál

### Produkció
- Szolnoki Bertold - felvétel
- Szabó MRC Marci - felvétel
- Hidasi Barnabás - keverés, mastering, produkció
- Vesztergom Laura - editálás, produkció
- Zsolti Rotten - borító grafika, booklet
- Kecskeméti Bálint KEBA - fotók